# Вейсенбрух, Иохан Хендрик
Иохан Хендрик Вейсенбрух, урожд. Хендрик Йоханнес Вейсенбрух (нидерл. Johan Hendrik Weissenbruch, родившийся 30 ноября 1824 г. Гаага и умерший 14 марта 1903 г. Гаага) — нидерландский художник-пейзажист, входивший в число мастеров Гаагской школы, чьи работы можно увидеть в лучших музеях Нидерланд.

## Жизнь и творчество
И. Х. Вейсенбрух уже в детстве интересуется живописью. Первым его учителем рисования был гаагский художник Й. Лёв. В 1843—1850 годах Вейсенбрух посещает местную Академию художеств, где одним из его учителей выступает Андреас Схелфхаут. В наибольшей степени внимание юноши привлекает живопись Якоба ван Рейсдаля, которую он изучает в гаагском музее Маурицхейс. Вместе со своим племянником Яном Вейсенбрухом и Виллемом Рулофсом, Иохан становится одним из основателей художественной группы Пульхри Студио.
В картинах кисти И. Х. Вейсенбруха, в его ранний период, ощутимо влияние А. Схелфхаут. Художник рисует облачное, тёмное небо, горизонт на его картинах расположен низко — приблизительно на 1/4 высоты полотна. После 1870 года стиль художника смягчается. Многие художественные критики считают, что вершину своего мастерства Вейсенбрух демонстрирует на лишь полотнах своего последнего творческого 20-летия. Входил в число мастеров Гаагской школы. В 1897 году состоялась большая выставка работ И. Х. Вейсенбруха в канадском Монреале. В 1900 году он совершает поездку во Францию и посещает колонию художников в Барбизоне.
Следует отметить, что И. Х. Вейсенбрух, оценивавший с художественной точки зрения работы молодого ван Гога (по просьбе покровителя последнего, гаагского художника Антона Мауве), проявил принципиальность и дал высокую оценку таланту ван Гога — несмотря на весьма неблагоприятную рыночную конъюнктуру для последнего. Об этом вспоминает сам В.ван Гог в одном из своих писем от 13 февраля 1882 года.
В настоящее время полотна И. Х. Вейсенбруха, в первую очередь его пейзажи, можно увидеть в лучших художественных музеях Амстердама, Гааги, Гронингена и других нидерландских городов.

## Галерея

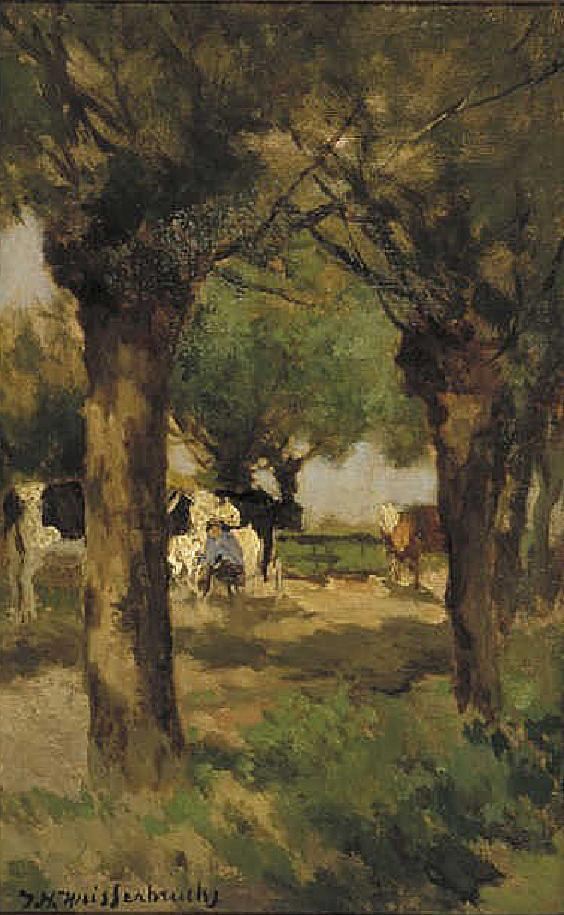
Крестьянка, доящая корову
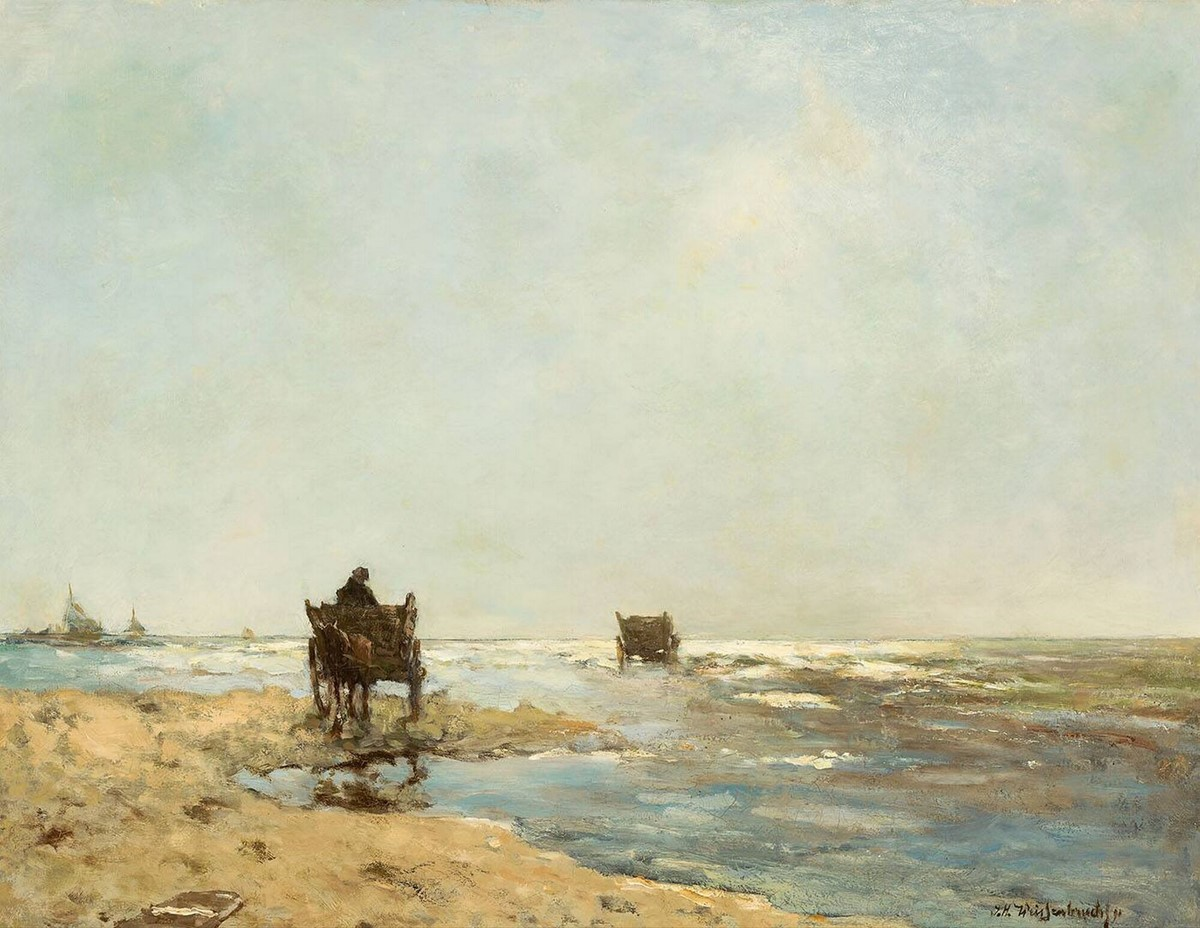
Вид на берег моря с экипажем (1891)
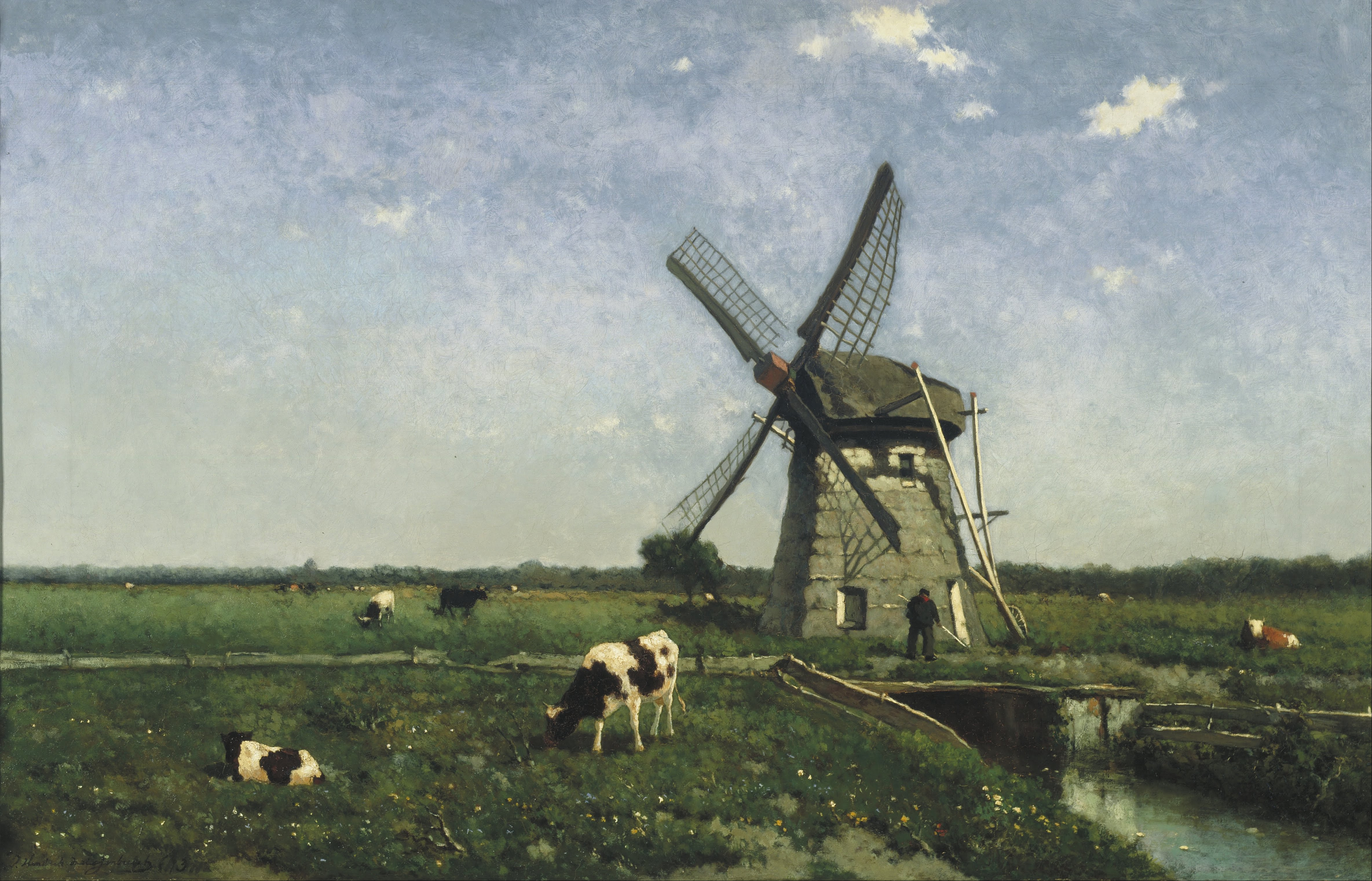
Пейзаж с мельницей у Схидама
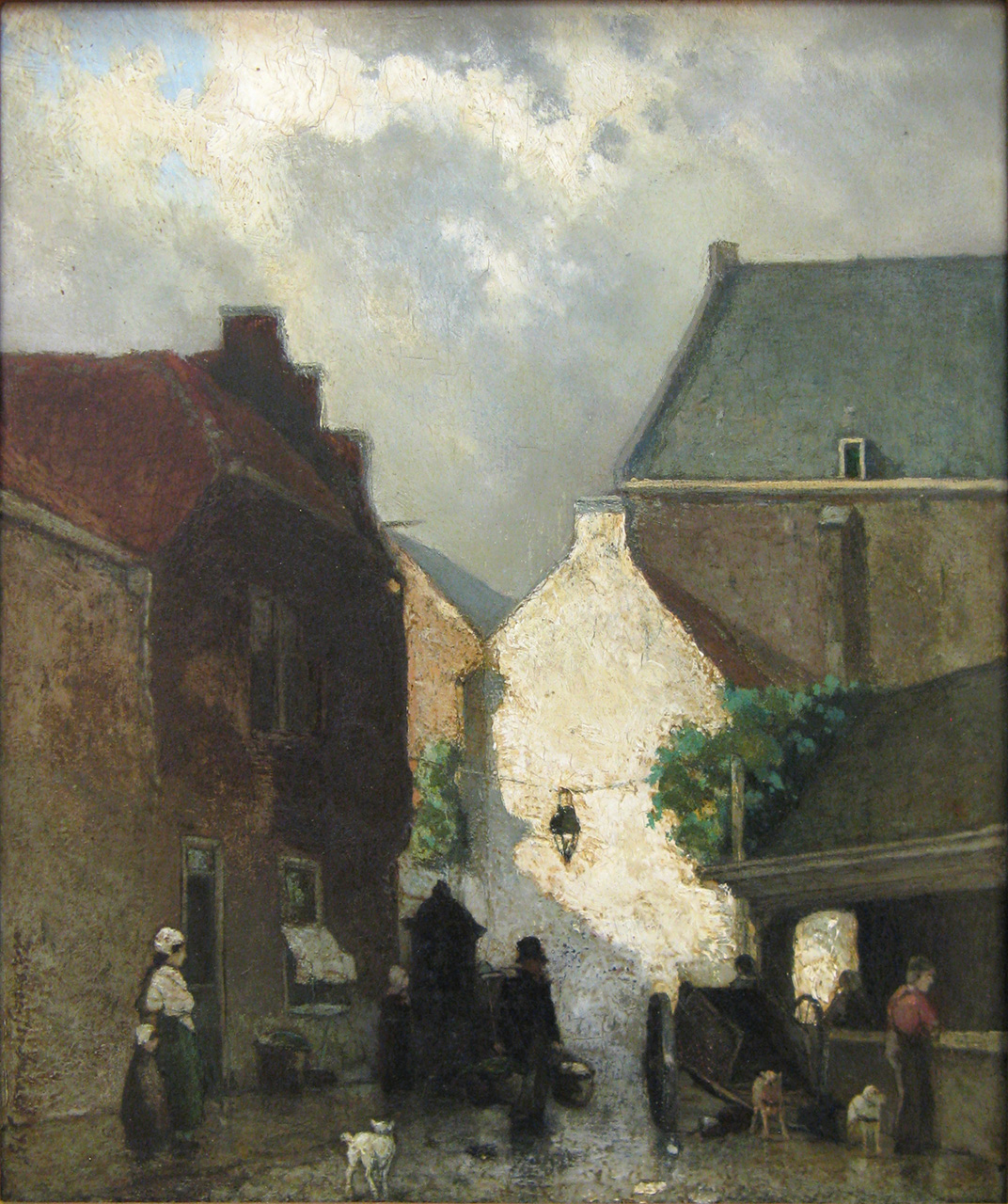
Мелочный рынок в Гааге
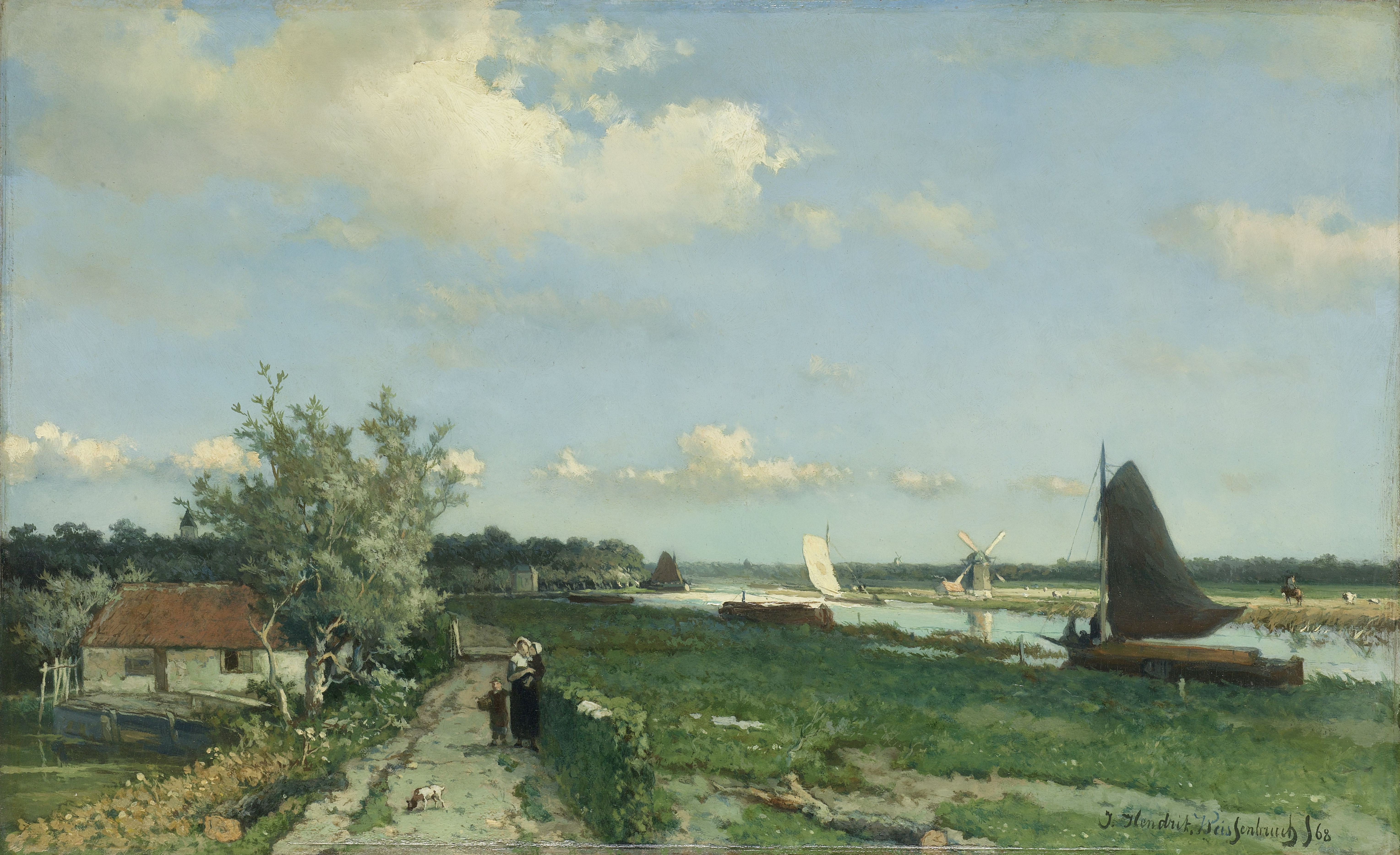
Судоходный канал в Рейсвейке (1868)
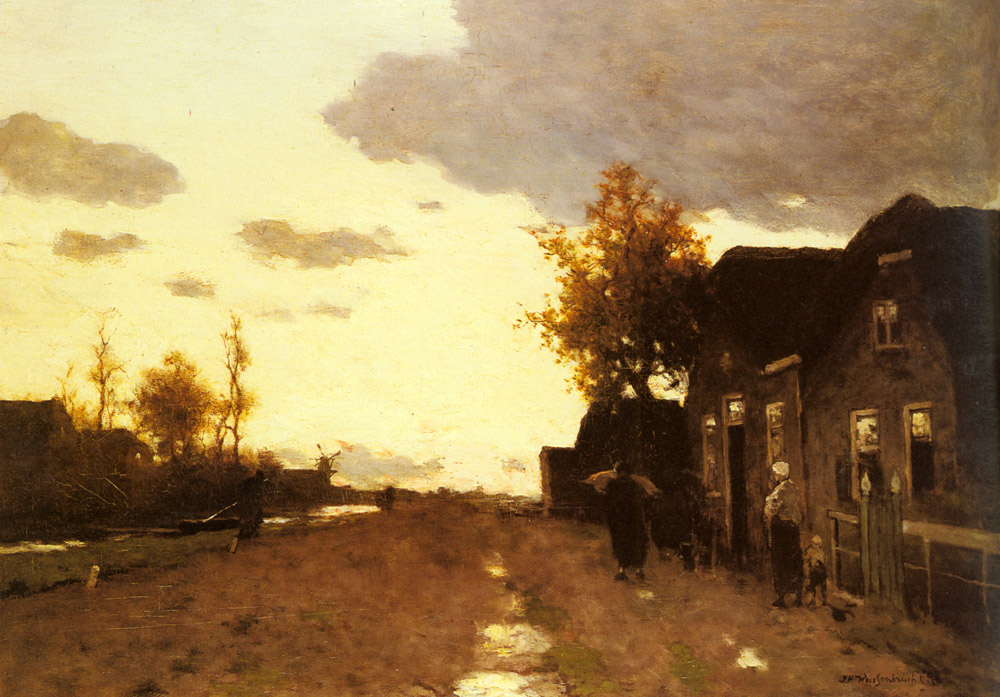
Вдоль канала (1893)
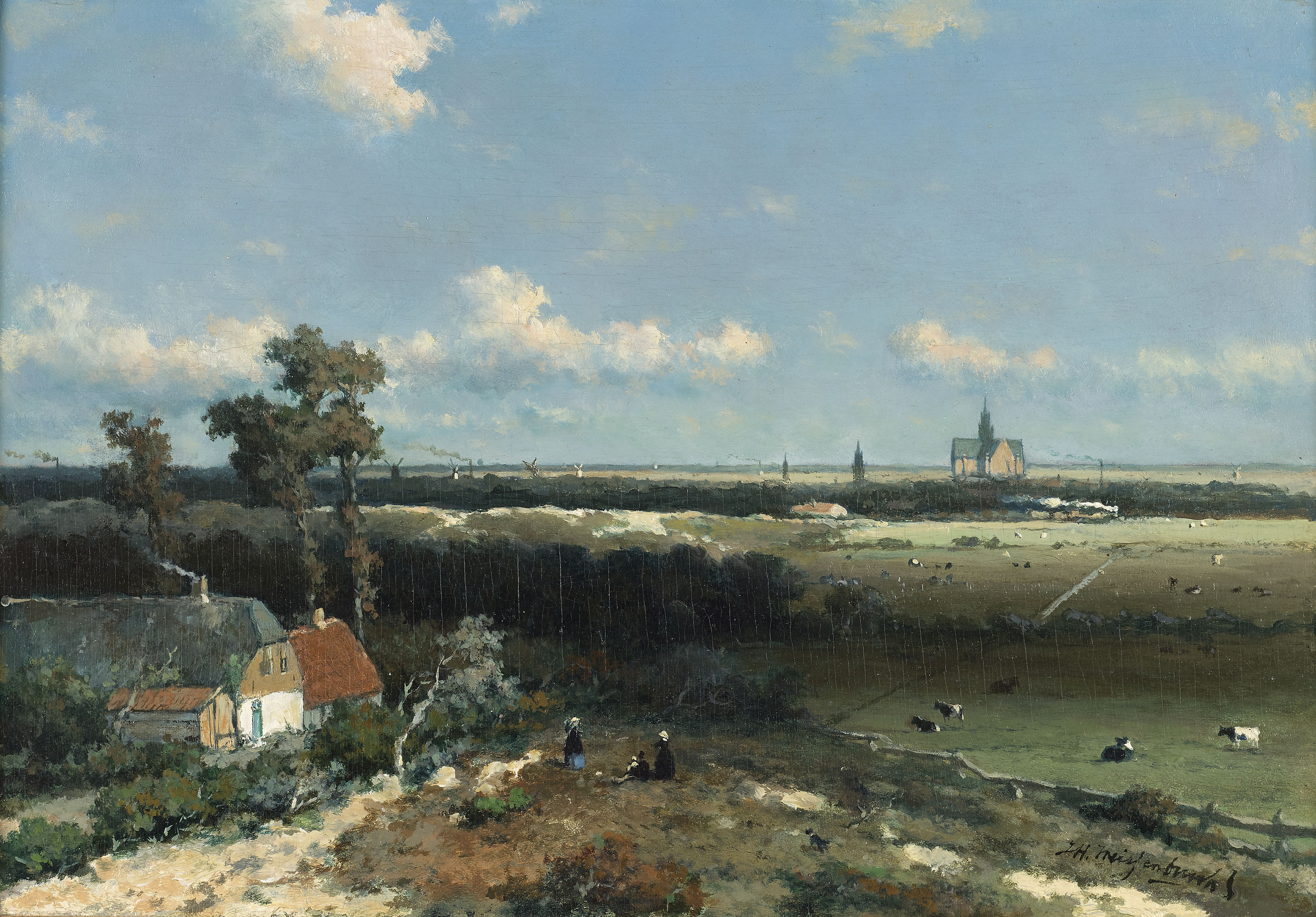
Вид из Харлема (1845-1848)
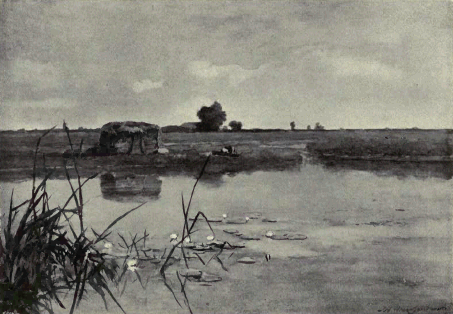
Пейзаж
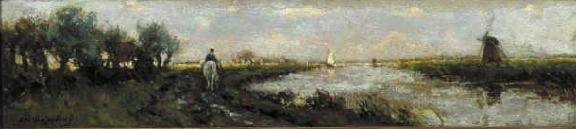
Пейзаж с каналом